# Liste der Monuments historiques in Rigney
Die Liste der Monuments historiques in Rigney führt die Monuments historiques in der französischen Gemeinde Rigney auf.

## Liste der Immobilien
| Bezeichnung         | Beschreibung                                                                     | Standort                     | Kennzeichnung | Schutzstatus | Datum | Bild           |
| ------------------- | -------------------------------------------------------------------------------- | ---------------------------- | ------------- | ------------ | ----- | -------------- |
| Château de la Roche | Burg, 13. Jahrhundert, im 16. Jahrhundert zum Schloss umgebaut; mit dem Burgberg | nordöstlich des Ortes (Lage) | PA00101717    | Inscrit      | 1998  | weitere Bilder |

## Liste der Objekte
| Bezeichnung               | Beschreibung | Standort                                | Kennzeichnung | Schutzstatus | Datum | Bild |
| ------------------------- | --- | --------------------------------------- | ------------- | ------------ | ----- | ---- |
| Skulptur eines Bischofs   | Marmor, Ende des 15. Jahrhunderts | in der Kirche Sts-Pierre-et-Paul (Lage) | PM25001265    | Classé       | 1910  |      |
| Kelch und Patene          | Silber, vergoldet, 18. und 19. Jahrhundert                                                                                           | in der Kirche Sts-Pierre-et-Paul (Lage) | PM25001266    | Classé       | 1985  |      |
| Hauptaltar                | Altartisch, Altaraufbau, Tabernakel, Exposition und sechs Altarleuchter; Holz, farbig gefasst und vergoldet, 18. und 19. Jahrhundert | in der Kirche Sts-Pierre-et-Paul (Lage) | PM25001545    | Classé       | 1991  |      |
| Kruzifix                  | Holz, 18. Jahrhundert | in der Kirche Sts-Pierre-et-Paul (Lage) | PM25002368    | Inscrit      | 1989  |      |
| Gemälde Petrus und Paulus | Ölfarbe auf Leinwand, Anfang des 19. Jahrhunderts                                                                                    | in der Kirche Sts-Pierre-et-Paul (Lage) | PM25002369    | Inscrit      | 1992  |      |